# Limpe todo Sangue Antes que Manche o Carpete
Predefinição:Autor
Limpe todo o sangue antes que manche o carpete estreou na sala Atores de Laura, no Norte Shopping (RJ) em 2007 onde cumpriu temporada de sucesso por dois meses. Em decorrência, re-estreou no Teatro Solar de Botafogo onde permaneceu por um mês no horário nobre, sendo sucesso de público e crítica.
“O que poderia ser um dramalhão contemporâneo a explorar as vicissitudes atuais, torna-se uma comédia esperta no melhor sentido” – Jeferson Lessa - O GLOBO.
O dramaturgo Jô Bilac e o diretor Vinicius Arneiro; a dupla do espetáculo Cachorro! – Indicado ao prêmio SHELL 2007 de Melhor Direção – Um dos espetáculos de maior sucesso no Rio de Janeiro, assinam juntos agora Limpe todo o sangue antes que manche o carpete.
A temática do “sucesso a qualquer preço” abre vertentes de discussão à cerca da busca (cega) pelos ideais. Em meio ao caos abrimos brechas para alguns refrescantes momentos de humor ácido. Muitas situações quando levadas à potência tem lugar reservado ao ridículo. As conjecturas do espetáculo transitam entre o medo, a inveja, a vaidade e tantas outras síndromes urbanas.
No elenco os jovens atores Bruno Ferrari, Graziella Schmitt, Pablo Falcão e Tathiane Amaral.
Em 2011, o mesmo texto Limpe todo o sangue antes que manche o carpete é remontado em São paulo,  marcando a estréia da Cia dos Inquietos. Idealizado, produzido e protagonizado por Ed Moraes, conta ainda no elenco Luna Martinelli, Daniel Tavares, Mariah Teixeira. Com bagagens diferentes advindos de vários outros trabalhos com coletivos como CPT - Centro de Pesquisa Teatral, Uzina Uzona Teatro Oficina, Cia Fábrica São Paulo, Cia Núcleo Experimental, Satyros, Cia Le Plat du Jour, entre outros – resolveram apostar na visão paulista desta obra.
A primeira montagem de Jô Bilac em São Paulo teve a direção de Eric Lenate (conhecido pela direção de espetáculos como "O Céu cinco minutos antes da tempestade", "Celebração" entre outros).
O espetáculo teve a parceria da REDE SESC e teve sua temporada de estreia no SESC Consolação, com ingressos esgotados na semana de estréia para toda a temporada, inclusive prorrogando por mais duas semanas.
Recebeu diversas matérias e críticas elogiando a montagem, entre elas: “O promissor dramaturgo carioca autor de cachorro!,Rebú e Savana Glacial, encontra uma parceria à altura no diretor Eric Lenate, responsável pela valorização da primeira montagem paulista para um texto seu”, “Ed Moraes surpreende por sua caracterização e confirma o acerto de Lenate ao conduzir o elenco por trilhas ousadas sem cair no ridículo” (Dirceu Alves Jr/Revista Veja São Paulo 14/05/2011).
“Selecionado pela Revista Bravo entre os 10 melhores espetáculos do mês de maio, por Valmir Santos”.
“Ed Moraes interpreta Wilson com uma corda no pescoço em lugar de uma gravata, um toque extra que aponta para iminência de seu suicídio, sensação sustentada pelo ator com exatidão”, “A direção de Eric Lenate a frente da Cia dos Inquietos é tão precisa que chega a suplantar a dramaturgia” (Christiane Riera/Folha de S.Paulo 14/05/2011)
“Ed Moraes dá vida de modo memorável ao seu personagem Wilson” (Gabriela Mellão/Folha de S.Paulo 28/04/2011)
"O Trabalho do diretor Eric Lenate (que já havia me impressionado em suas direções anteriores) é o ponto alto dessa obra. Gentilmente, ele leva lá para cima consigo os demais artistas:a presença de quatro ótimas atuações..." (Paulo Santoro).
"O que dá mais vigor ao texto é justamente a brilhante atuação dos quatro atores. A cena das duas cuidadoras é hilária e o embate dos personagens masculinos envolve a platéia num clima tenso e competitivo" Maurício Mellone_Aplauso Brasil.
Após o sucesso de público e crítica no SESC Consolação, o espetáculo reestreia em outubro no Teatro Commune e cumpre temporada até final de novembro de 2011, seguindo desde julho de 2011 com apresentações na grande São Paulo e interior pelas unidades do SESC.